# Natallia Tsylinskaya
Nataliya Valeryevna Tsilinskaya (nascida em 30 de abril de 1975) é uma ciclista olímpica bielorrussa. Representou sua nação nos Jogos Olímpicos de Verão de 2004 (onde conquistou uma medalha de bronze) e 2008.